# Christiane Lanzke

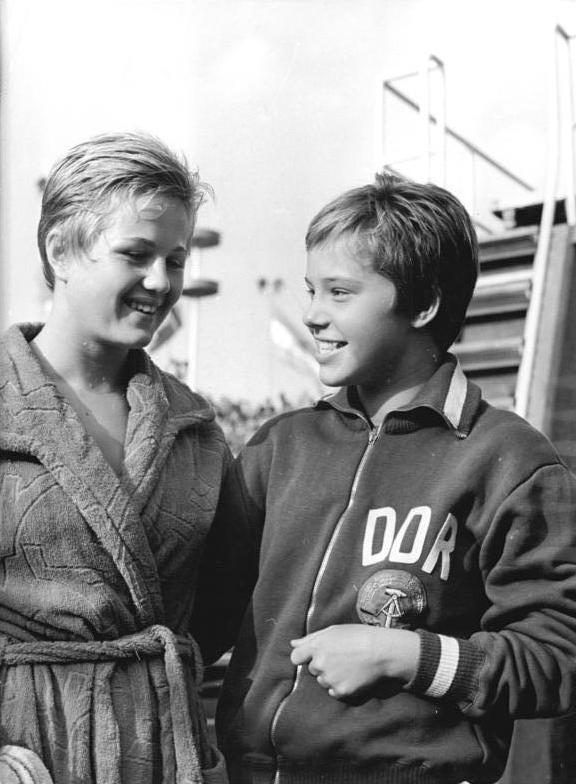
Christiane Lanzke (rechts) 1962 mit Ingrid Krämer

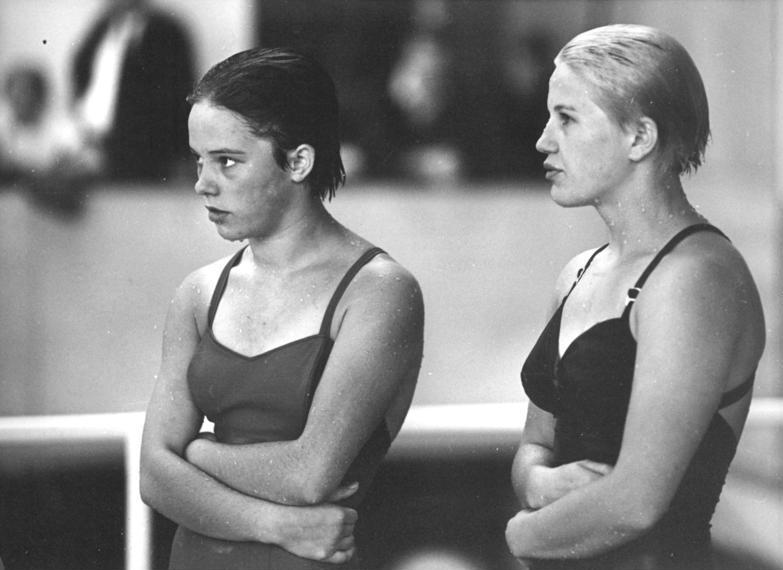
Christiane Lanzke (links) während der Olympischen Spiele in Tokio 1964

Christiane Lanzke (* 15. März 1947 in Potsdam; † 2005 in Rostock) war eine deutsche Wasserspringerin, die auch als Schauspielerin in Erscheinung trat.

## Leben
Lanzke war seit ihrem 11. Lebensjahr aktive Wasserspringerin. Sie trainierte unter Max Kinast beim SC Empor Rostock und wurde 1961 bei den DDR-Meisterschaften 3. vom Turm. Im Alter von 15 Jahren erreichte sie bei den Schwimmeuropameisterschaften 1962 in Leipzig hinter Ingrid Krämer Platz zwei im Kunstspringen vom Dreimeterbrett. Im Jahr 1962 war Lanzke DDR-Vizemeisterin vom Dreimeterbrett und vom Turm. Im Jahr 1964 wurde sie bei den DDR-Meisterschaften 2. vom Dreimeterbrett sowie 3. vom Turm. Ebenfalls 1964 siegte sie beim Rostocker Springertag vom Turm sowie vom Dreimeterbrett und startete im gleichen Jahr für die gesamtdeutsche Mannschaft bei den Olympischen Spielen 1964 in Tokio. Vom Turm wurde sie 5. sowie vom Dreimeterbrett 9. der Gesamtwertung. Aufgrund einer Schulterverletzung musste Lanzke 1966 im Alter von 19 Jahren ihre aktive Laufbahn als Wasserspringerin beenden.
Bereits 1966 wurde sie von Kurt Maetzig für seinen Film Das Mädchen auf dem Brett verpflichtet, in dem Lanzke die Hauptrolle der Wasserspringerin Katharina übernahm. „Der Vorzug, daß die Hauptdarstellerin zum großen Teil sich selbst spielen kann, unterstützt zweifellos eine dokumentare Konzeption“, schrieben Kritiker nach der Premiere des Films 1967. Lanzke ließ sich im Film nicht doubeln, sondern führte alle Sprünge selbst aus. Nach Ende der Dreharbeiten begann sie ein Studium an der Deutschen Hochschule für Filmkunst in Potsdam-Babelsberg und war nach Abschluss der Ausbildung an Theatern in Halle und Greifswald engagiert. Zudem übernahm sie weitere kleine Rollen in Film und Fernsehen, darunter auch als Wasserspringerinnen-Double in der Liebeskomödie Du und ich und Klein-Paris. Später war sie auf einem Urlauberschiff der DDR für das Kulturprogramm zuständig und wurde nach der Wende Verwaltungsmitarbeiterin in einem Potsdamer Kabarett.

## Filmografie
- 1967: Das Mädchen auf dem Brett
- 1970: Unterwegs zu Lenin
- 1970: Tscheljuskin (TV)
- 1970: Du und ich und Klein-Paris
- 1970: Mein lieber Robinson
- 1971: Der Mann, der nach der Oma kam
- 1971: Der kleine und der große Klaus
- 1974: Wolz – Leben und Verklärung eines deutschen Anarchisten